# 超シリトリアル
超シリトリアル（ちょうシリトリアル）は、2015年8月3日から8月24日まで、月曜23時58分から翌0時45分にテレビ東京「ソコアゲ★ナイト」月曜枠で放送されていた番組。

## 概要
一般的な遊びであるしりとりを番組が開発した「超尻バトルボード」を用いて行う「新感覚しりとりバトル」を行う。
「超尻バトルボード」を初めとした番組内のセットはプロジェクションマッピングを用いており、また「しりとり」にちなみ「尻」や「ヒップ」という単語、「尻」→「桃尻」→「桃」といった連想から桃が多くあしらわれている。

## 出演者
司会
- 八嶋智人
- バカリズム

第2週からはプレイヤーとしても参戦。
プレイヤー
- 伊集院光
- 千原ジュニア
- 高橋茂雄（サバンナ）
- 足立梨花
- 岡井千聖（℃-ute）(個人戦のみ)
- ホラン千秋（ダブルス・チーム戦）
- 小峠英二（バイきんぐ）（ダブルス・チーム戦）

## ルール
- 全63マスの「超尻バトルボード」に文字を入れていく形でしりとりを行う。最初に指定した文字からスタートし、先攻から3文字以上の単語を入れていく。
- 使用できる単語は名詞であればほとんど制限はなく、一般名詞、固有名詞、地名、人名（芸能人、有名人、歴史上の人物を問わず）、本・漫画・アニメ・ゲームのタイトル、曲名、商品・商標名[注 1]などを使うことができる。
  - 知名度が極端に低いものであっても存在が確認できれば可[注 2]。
  - 成句として使われている場合、それらが別の名詞として利用されているのであれば可[注 3]。
  - 2つ以上の名詞を助詞で繋げて単語を創作するのは不可[注 4]。ただし、1つの名詞として組み込まれている場合は可[注 5]
- ボード上にはいくつかドクロが描かれたマスがあり、そのマスに止まる形で終わる単語は不可。ドクロは1マスから最大3マスまで連続して配置される。また、スタートから2マス（2マス目・3マス目）、ゴール手前2マス（61マス目、62マス目）は固定。また、難易度アップ版としてドクロの個数を増やす場合もある。
- プレイヤーの持ち時間は90秒。考慮時間中のみならず解答の判定中にも消費される。
- 勝利条件は以下のどちらかである。
  1. 自分が答えた単語でゴールの63マス目に到達する[注 6]。
  2. 相手が持ち時間を全て使い果たす。
- 長い単語やレアな単語が成立した際には「ナイスヒップ!」というコールが出る。

個人戦
- 5人（第2週ではMCを加えた7人）による個人戦。参加者は全員桃色の桃バッチを付けているが、1勝ごとに「銀の桃バッチ」を獲得。5個集めることで「金の桃バッチ」と交換することができる。

ダブルス戦
- バカリズムを加えた7人によるダブルス戦。1戦ごとにペアを組みかえて対戦する。ゲーム中は答えるプレイヤーが交互に交代する。また、単語の教えあいも禁止。

チーム戦
- 八嶋チーム（八嶋・ジュニア・高橋・ホラン）とバカリズムチーム（バカリズム・伊集院・足立・小峠）による勝ち抜き戦。代表者で戦い、勝者が残り、負けたチームは新たな代表者を出す。相手チーム全員を倒したチームの勝利。
- また、チーム戦特別ルールとして「ドクロに5回止まった時点で負け」となる「ドクロアウト」が追加された。
- 勝利チームには賞品としてセットに使われた「足立の尻の型取った『桃尻』」が贈られる。

## ネット局と放送時間
| 放送対象地域   | 放送局         | 系列           | 放送日時                     | 放送期間                       | 備考       |
| -------------- | -------------- | -------------- | ---------------------------- | ------------------------------ | ---------- |
| 関東広域圏     | テレビ東京     | テレビ東京系列 | 月曜 23:58 - 翌0:45          | 2015年8月3日 - 8月24日         | 制作局     |
| 北海道         | テレビ北海道   | テレビ東京系列 | 月曜 23:58 - 翌0:45          | 2015年8月3日 - 8月24日         | 同時ネット |
| 愛知県         | テレビ愛知     | テレビ東京系列 | 月曜 23:58 - 翌0:45          | 2015年8月3日 - 8月24日         | 同時ネット |
| 岡山県・香川県 | テレビせとうち | テレビ東京系列 | 月曜 23:58 - 翌0:45          | 2015年8月3日 - 8月24日         | 同時ネット |
| 福岡県         | TVQ九州放送    | テレビ東京系列 | 月曜 23:58 - 翌0:45          | 2015年8月3日 - 8月24日         | 同時ネット |
| 大阪府         | テレビ大阪     | テレビ東京系列 | 火曜 23:58 - 翌0:45          | 2015年9月29日 - 10月27日       | 遅れネット |
| 熊本県         | テレビくまもと | フジテレビ系列 | 金曜 0:25 - 1:15（木曜深夜） | 2015年10月2日 - 10月23日       | 遅れネット |
| 和歌山県       | テレビ和歌山   | 独立局         | 金曜 1:34 - 2:20（木曜深夜） | 2015年10月23日 - 11月13日      | 遅れネット |
| 高知県         | 高知放送       | 日本テレビ系列 | 日曜 午後                    | 2015年11月8日 - 12月13日       | 遅れネット |
| 新潟県         | 新潟放送       | TBS系列        | 土曜 16:15 - 17:00           | 2015年12月19日 - 2016年1月16日 | 遅れネット |